# Marcus Belgrave

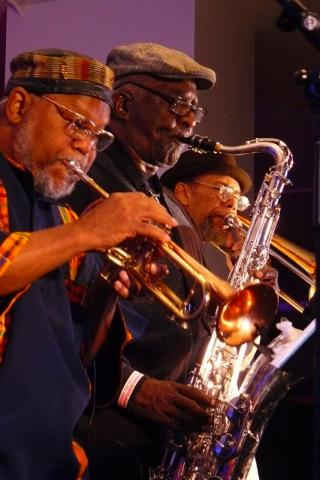
Trumpeter Marcus Belgrave, Saxophonist Wendell Harrison und Posaunist Phil Ranelin (2011)

Marcus Belgrave (* 12. Juni 1936 in Chester, Pennsylvania; † 24. Mai 2015 in Ann Arbor, Michigan) war ein US-amerikanischer Trompeter des Modern Jazz.

## Leben und Wirken
Der zeitlebens in Detroit arbeitende Belgrave spielte mit 18 Jahren bei Ray Charles. Später hat er mit Max Roach, Charles Mingus, Ella Fitzgerald, Bud Powell, Tony Bennett, Sammy Davis Jr., Dizzy Gillespie und John Sinclair gearbeitet. Seit 1988 war er festes Mitglied in Wynton Marsalis’ Lincoln Jazz Orchestra. Er ist auf zahlreichen Jazzalben zu hören wie etwa Horace Tapscotts
Aiee! The Phantom (1996), außerdem war er Inspiration und Förderer von Musikern der jüngeren Generation wie etwa Kenny Garrett, Regina Carter, James Carter, Geri Allen, Bob Hurst und Carlos McKinney. Er war an Aufnahmen von Charles Mingus, Gunther Schuller, George Gruntz, Geri Allen, Carl Craig, Cecil Payne und David Murray beteiligt, hat aber auch als Studiomusiker für Motown Records, Blue Note Records oder Tribe gearbeitet; so wirkte er u. a. bei Harold McKinneys Album Voices and Rhythms of the Creative Profile mit.
Belgrave, der mit der Sängerin Joan Bow Belgrave verheiratet war, lehrte beim Stanford Jazz Workshop und war in den 2000er Jahren Gastprofessor am Oberlin Conservatory.
Marcus Belgrave wurde zum Kresge Eminent Artist des Jahres 2009 ernannt, eine Ehrung, die von einem Preisgeld in Höhe von 50.000 US-Dollar begleitet war; mit dem Preis wurde sowohl seine künstlerische Lebensleistung ausgezeichnet wie auch seine Aktivitäten als Lehrer.

## Diskographische Hinweise
- M. Belgrave, Doc Cheatham, Art Hodes: In the Tradition (2002)
- M. Belgrave: Gemini II (1974)